# Edmonton–Whitemud
Circonscription électorale provinciale du Canada
Edmonton-Whitemud (auparavant Strathcona-Ouest) est une circonscription électorale provinciale de l'Alberta (Canada), située dans le sud-ouest d'Edmonton. Elle est délimitée par la Rivière Saskatchewan Nord et le Ruisseau Whitemud (boue blanche), dont elle prend son nom.
La circonscription a été représentée par deux premiers ministres de l'Alberta, Don Getty et Dave Hancock. Dans l'élection de 1989, Getty y a perdu son siège tout en gagnant un gouvernement majoritaire — un moment inoubliable dans la politique albertaine.

## Liste des députés
| Années            | Années           | Député            | Parti politique           |
| Strathcona-Ouest  | Strathcona-Ouest | Strathcona-Ouest  | Strathcona-Ouest          |
| ----------------- | ---------------- | ----------------- | ------------------------- |
|                   | 1959 - 1963      | Randolph McKinnon | Créditiste                |
|                   | 1963 - 1967      | Randolph McKinnon | Créditiste                |
|                   | 1967 - 1971      | Don Getty         | Progressiste-Conservateur |
| Edmonton-Whitemud |                  |                   |                           |
|                   | 1971 - 1975      | Don Getty         | Progressiste-Conservateur |
|                   | 1975 - 1979      | Don Getty         | Progressiste-Conservateur |
|                   | 1979 - 1982      | Peter Knaak       | Progressiste-Conservateur |
|                   | 1982 - 1985      | Robert Alexander  | Progressiste-Conservateur |
|                   | 1985 - 1986      | Don Getty         | Progressiste-Conservateur |
|                   | 1986 - 1989      | Don Getty         | Progressiste-Conservateur |
|                   | 1989 - 1993      | Percy Wickman     | Libéral                   |
|                   | 1993 - 1997      | Mike Percy        | Libéral                   |
|                   | 1997 - 2001      | Dave Hancock      | Progressiste-Conservateur |
|                   | 2001 - 2004      | Dave Hancock      | Progressiste-Conservateur |
|                   | 2004 - 2008      | Dave Hancock      | Progressiste-Conservateur |
|                   | 2008 - 2012      | Dave Hancock      | Progressiste-Conservateur |
|                   | 2012 - 2014      | Dave Hancock      | Progressiste-Conservateur |
|                   | 2014 - 2015      | Stephen Mandel    | Progressiste-Conservateur |
|                   | 2015 - 2019      | Bob Turner        | Néo-démocrate             |
|                   | 2019 - (actuel)  | Rakhi Pancholi    | Néo-démocrate             |

## Résultats Électoraux
|  | Parti                     | Candidat        | Voix   | %       | ± %      |
|  | ------------------------- | --------------- | ------ | ------- | -------- |
|  | Néo-démocrate             | Bob Turner      | 12 805 | 57,45 % | +35,21 % |
|  | Progressiste-Conservateur | Stephen Mandel  | 7 177  | 32,20 % | -10,19 % |
|  | Wildrose                  | Chad Peters     | 1 423  | 6,38 %  | -12,54 % |
|  | Libéral                   | Steven Townsend | 629    | 2,82 %  | -11,53 % |
|  | Vert                      | Kathryn Jackson | 182    | 0,82 %  | +0,15 %  |
|  | Indépendant               | John Baloun     | 73     | 0,33 %  |          |